# Barbara Colby
Barbara Colby (* 2. Juli 1939 in New York City, New York; † 24. Juli 1975 in Venice, Los Angeles, Kalifornien) war eine US-amerikanische Schauspielerin. In Deutschland wurde sie am ehesten für ihre Rolle des Mordopfers Lilly La Sanka in der dritten Folge der Krimiserie Columbo (1971) bekannt.

## Leben
Nach ersten Rollen am Theater folgte 1971 ihr erster beachteter Fernsehauftritt in der Columbo-Folge Tödliche Trennung unter der Regie von Steven Spielberg. Es folgten weitere Auftritte in bekannten Serien wie Männerwirtschaft, FBI, Kung Fu oder Rauchende Colts. Daneben wirkte sie auch weiterhin am Theater, u. a. am Broadway. Ab 1974 folgte auch sporadische Filmarbeit. Aus einer Mitwirkung an der Mary Tyler Moore-Show entwickelte sich schließlich eine feste Serienhauptrolle für Colby in dem Serien-Spin-off Phyllis (1975), wo sie an der Seite von Cloris Leachman spielte. Nach drei Folgen wurde Colby jedoch unter bis heute nicht geklärten Umständen in Venice ermordet, ihre Rolle wurde von der später mehrfach für den Emmy nominierten Schauspielerin Liz Torres weitergespielt.

## Filmografie
- 1967: Der Tiger schlägt zurück (The Tiger Makes Out)
- 1968: Petulia
- 1969: N.Y.P.D. (Fernsehserie, eine Folge)
- 1971: Columbo: Tödliche Trennung (Murder by the Book, Fernsehreihe)
- 1971: Männerwirtschaft (The Odd Couple, Fernsehserie, eine Folge)
- 1972: Look Homeward, Angel (Fernsehfilm)
- 1973: A Brand New Life (Fernsehfilm)
- 1973: FBI (The F.B.I., Fernsehserie, eine Folge)
- 1973: McMillan & Wife (Fernsehserie, eine Folge)
- 1973: Junge Schicksale (ABC Afterschool Specials, Fernsehserie, eine Folge)
- 1974: Judgment: The Trial of Julius and Ethel Rosenberg (Fernsehfilm)
- 1974: Medical Center (Fernsehserie, eine Folge)
- 1974: Kung Fu (Fernsehserie, eine Folge)
- 1974: Memory of Us
- 1974: California Split
- 1974: Rauchende Colts (Gunsmoke, Fernsehserie, eine Folge)
- 1974–1975: Oh Mary (Mary Tyler Moore, Fernsehserie, zwei Folgen)
- 1975: Rafferty und die wilden Mädchen (Rafferty and the Gold Dust Twins)
- 1975: Phyllis (Fernsehserie, drei Folgen)
- 1976: The Ashes of Mrs. Reasoner (Fernsehfilm)